# 敬老の日
敬老の日（けいろうのひ）は、日本の国民の祝日の一つ。高齢者を敬う日。
日付は9月の第3月曜日。
2002年（平成14年）までは毎年9月15日を敬老の日としていたが、2003年（平成15年）から現行の規定となっている。

## 趣旨
敬老の日は、国民の祝日に関する法律（祝日法、昭和23年7月20日法律第178号）第2条によれば、「多年にわたり社会につくしてきた老人を敬愛し、長寿を祝う」ことを趣旨としている。
同様の趣旨の記念日として、老人福祉法によって定められた、老人の日（9月15日）、老人週間（9月15日より1週間）がある。

## 歴史

### 敬老の日の始まり

#### 多可町が発祥の地
兵庫県多可郡野間谷村（後に八千代町を経て現在の多可町八千代区）で、1947年（昭和22年）9月15日に村主催の「敬老会」を開催したのが「敬老の日」の始まりであるとされる。これは、野間谷村の村長であった門脇政夫（1911年 - 2010年）が「老人を大切にし、年寄りの知恵を借りて村作りをしよう」という趣旨から開いたもので9月15日という日取りは、農閑期にあたり気候も良い9月中旬ということで決められた。昭和22年当時は戦後の混乱期に当たり、子供を戦場へ送った親たちも多く、精神的に疲労の極にあった。門脇は、そうした親らに報いるべく「養老の滝」の伝説にちなみ、9月15日を「としよりの日」とし、55歳以上の人を対象に敬老会を開催した。
- 1985年（昭和60年）9月15日 - 八千代コミュニティプラザの玄関脇に「敬老の日提唱の地」と刻まれた高さ約2mの石碑が建立される。
- 2004年 (平成16年)12月20日 - 八千代ライオンズクラブ結成40周年記念「敬老の日発祥の町」モニュメント建立される（保木南交差点付近）。
- 2010年 (平成22年)2月19日 -「敬老の日」提唱者の門脇政夫が兵庫県小野市の病院で永眠 (98才)[6]。
- 2013年（平成25年）- 多可町では敬老の精神を未来に向けて受け継いでいく目的で、公募で作成した敬老のうた「きっとありがとう」を制作した。また、この歌を使って介護予防の目的で体操を作って公開した[7][8]。
- 2016年（平成28年）9月15日 - 秋篠宮夫妻、加藤勝信内閣府特命担当大臣（当時）が多可町にて「敬老の日制定50周年記念式典」出席[9][10][11]。

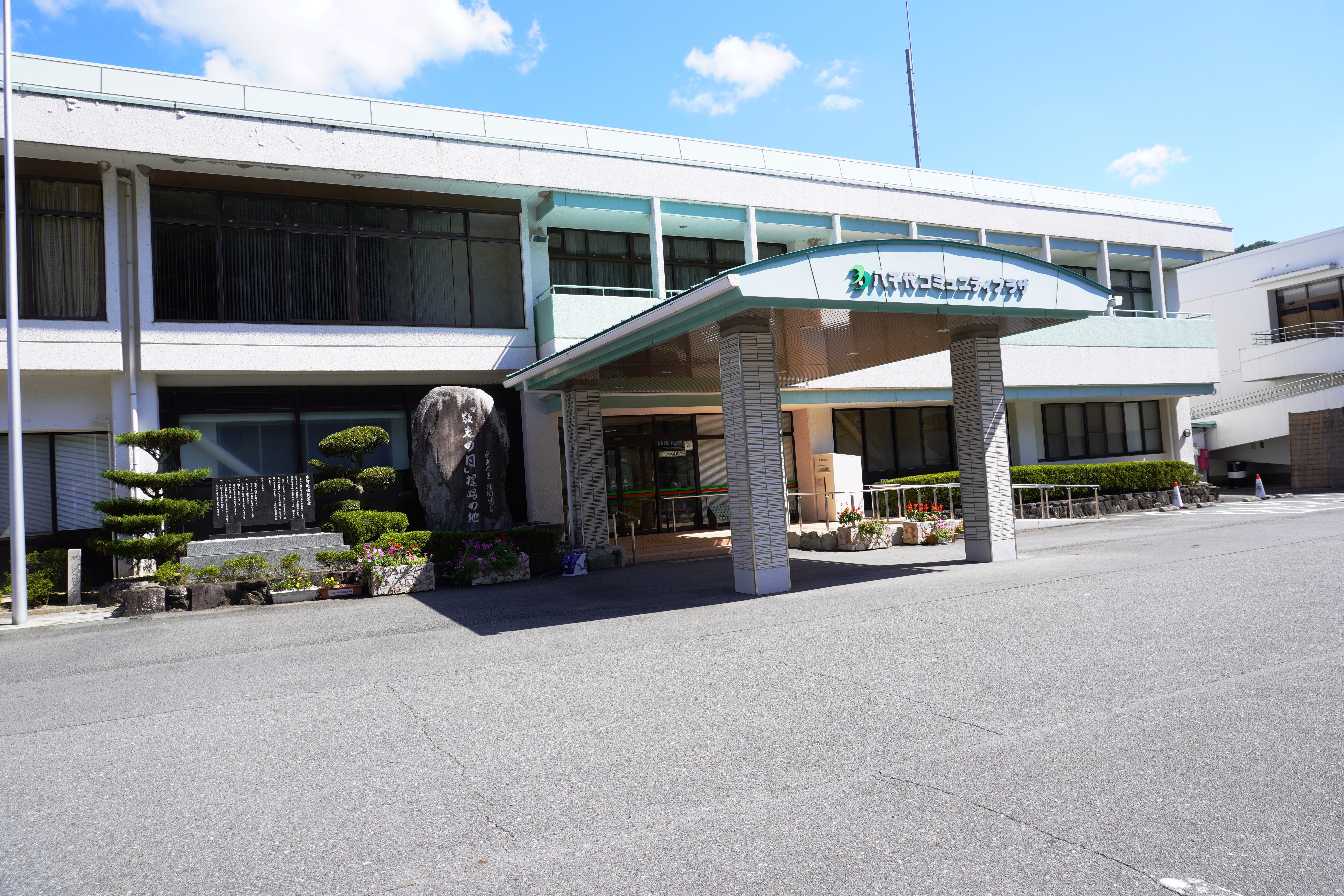
八千代コミュニティプラザ
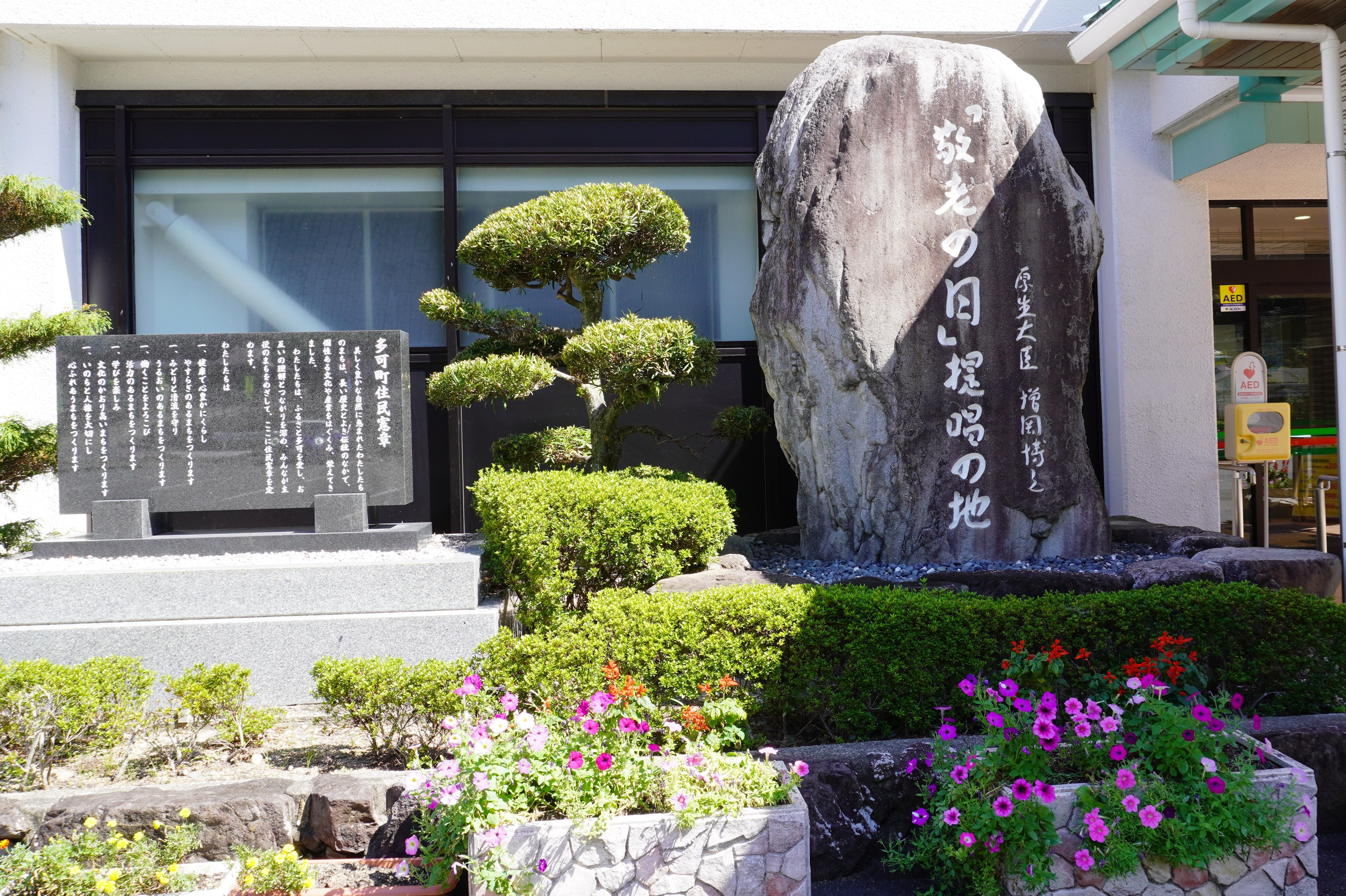
八千代コミュニティプラザ玄関前
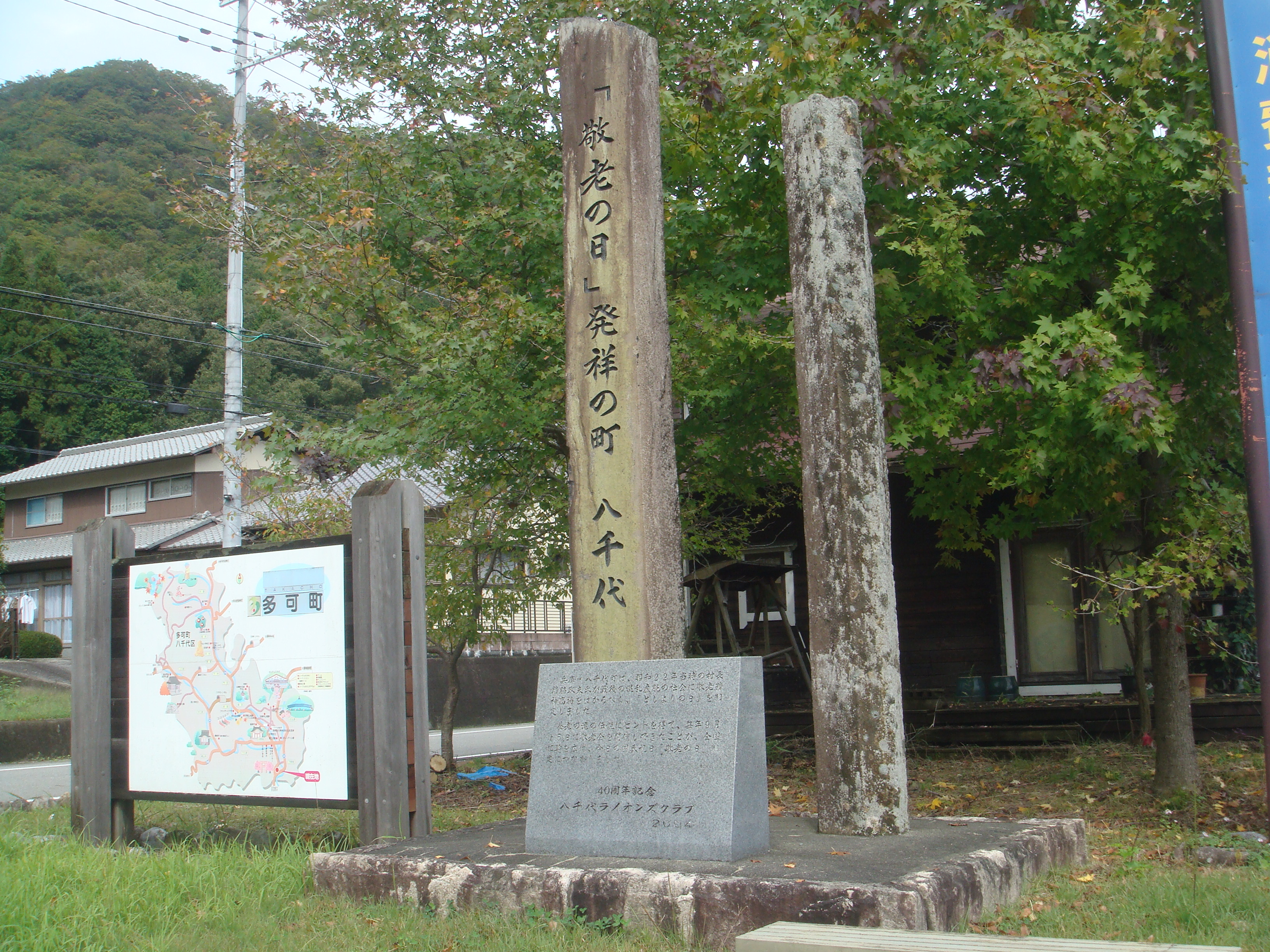
八千代ライオンズクラブ敬老の日発祥の町モニュメント

#### 全国への広がり
- 1948年 7月 - こどもの日、成人の日が「国民の祝日に関する法律」に制定されるが、老人の日は制定されなかった。門脇は兵庫県の各市町村に呼びかけ、敬老会活動の輪を広げていく。
- 1950年（昭和25年）- 兵庫県は「としよりの日」を制定。
- 1951年（昭和26年）- 中央社会福祉協議会（現全国社会福祉協議会）が9月15日を「としよりの日」と定め、9月15日から21日までの1週間を運動週間とした[12]。
- 1963年（昭和38年) - 老人福祉法では、9月15日が老人の日、9月15日から21日までが老人週間として制定、翌年から実施された。
- 1966年（昭和41年）- 国民の祝日に関する法律が改正され国民の祝日「敬老の日」に制定される。老人福祉法でも「老人の日」が「敬老の日」に改められた[1][4][13][14]。

### 9月15日という日付について
敬老の日の起源を野間谷村の敬老会に求めるならば、9月15日という日取りは上述の通り野間谷村の農事暦と気候に由来するものになる。門脇政夫の事績を伝える多可町広報の記事によれば、9月という開催時期には、農閑期であることや気候に加え、養老の滝伝説も参考にしたという（元正天皇が霊亀3年（717年）9月に滝を訪れて養老の滝と命名、同年に養老と改元し、全国の高齢者に賜品を下した。ただし『続日本紀』にはその日付は9月20日とあり、15日ではない。これは旧暦なので、ユリウス暦に換算すると10月28日、第4木曜日である）。
このほか、聖徳太子が四天王寺に悲田院を建立した日が593年9月15日であるとして、敬老の日をこれに由緒づける主張もある。『四天王寺縁起』によれば、聖徳太子が四天王寺建立（593年）と同時に悲田院を含む「四箇院」（現代でいう社会福祉施設）を設立したとあるが、「9月15日」という日付には根拠がない。四天王寺悲田院の伝統を継ぐとする四天王寺福祉事業団も、「敬老の日」由来の諸説のひとつとして挙げるにとどまる。なお、四箇院の創設者を聖徳太子とする伝承も、後年の太子信仰の中で仮託されたものと考えられている

### 9月第3月曜日への移動
2001年（平成13年）の祝日法改正（いわゆるハッピーマンデー制度の実施）によって、2003年（平成15年）からは9月第3月曜日となった。だが、初年度の2003年の9月第3月曜日が偶然9月15日であったため、敬老の日が9月第3月曜日へ変更されて9月15日以外の日付になったのは、2004年（平成16年）の9月20日が最初である。
敬老の日を第3月曜日に移すにあたっては、当時存命であった提唱者門脇政夫が日付の変更について遺憾の意を表明したほか、財団法人全国老人クラブ連合会（全老連）が反対を表明した。2001年（平成13年）に老人福祉法第5条を改正して9月15日を老人の日、同日より1週間を老人週間とした。
敬老の日は台風シーズンに当たり接近上陸が多くなる時期である。

## 敬老の日と郵趣
中央社会福祉協議会が9月15日を「としよりの日」と定めた1951年（昭和26年）には、特殊通信日附印が使用されている。
また、1958年（昭和33年）には郵政省（当時）から、「としよりの日」の特殊はがきが発行されている。
復帰前の沖縄県でも「としよりの日」の名称のままでおなじ9月15日に祝日が制定され、1968年（昭和43年）、記念切手が発行された。

## 内閣総理大臣による記念品（銀杯）
日本では当該年度中に100歳に到達する者（海外在留邦人及び永住している在日外国人を含む）に対して内閣総理大臣から「百歳を迎えられた方々の長寿を祝い、かつ、多年にわたり社会の発展に寄与してこられたことに感謝するとともに、ひろく国民が高齢者の福祉についての関心と理解を深める」という目的のもと、老人の日（9月15日）に、祝状と記念品として銀杯が贈呈されている。
銀杯は、当初は純銀製であったが、2016年度からは、洋銀製（銅、亜鉛、ニッケルの合金の表面を銀メッキ処理したもの）に変更されている。

## 各国の敬老の日

### 重陽
東アジアで伝統的に祝われてきた五節句のひとつである9月9日（旧暦/陽暦）の重陽には、長寿を願って菊の花を浮かべたお酒を飲むなどの慣習があり、主旨が類似している。

### 祝日となっている国
老人に敬意を表する祝日・記念日は各国に存在する。
パラオでは5月5日が Senior Citizens Day とされ、祝日となっている。

### その他の記念日
アメリカ合衆国では、9月の第1月曜日の次の日曜日がNational Grandparents Day（祖父母の日）とされている。この記念日は1978年に始まった。カナダほか各国にも同趣旨の記念日がある（英語版 National Grandparents Day 参照）。
国際連合は、高齢者の権利や高齢者の虐待撤廃などの意識向上を目的として、1990年12月に毎年10月1日を「国際高齢者デー」とすることを採択し、1991年から国際デーとして運用されている。
イタリアでは、2005年に制定された法律により、10月2日が敬老の日となっておりFesta dei monni と呼ばれている。
中華人民共和国では、1989年に施行された中華人民共和国老年人権益保障法改正において、重陽にちなみ旧暦9月9日を「高齢者の日」（中国語: 老年节）と定めた。
大韓民国では、老人福祉法（朝鮮語: 노인복지법、原文）において、10月2日が「老人の日」（노인의 날）として記念日に、10月が「敬老の月」（경로의 달）として記念月間に指定されている。